# Talesh Kheyl
Talesh Kheyl (em persa: طالش خيل, também romanizada como Ţālesh Kheyl) é uma aldeia do distrito rural de Langarud, no condado de Abbasabad, da província de Mazandaran, Irã.
No censo de 2006, sua população era de 127 habitantes, em 33 famílias.